# Championnat de France masculin de water-polo 2015-2016
Cet article traite de l'épreuve masculine. Pour la compétition féminine, voir Championnat de France féminin de water-polo 2015-2016.
Navigation
Édition précédente Édition suivante
Le Championnat de France de water-polo Pro A est une compétition organisée par la Ligue promotionnelle de water-polo (LPWP).
Neuf équipes s'opposent en une série de dix-huit rencontres pour le compte de la phase régulière.
À la mi-saison, les huit équipes les mieux classées se qualifient pour la Coupe de la Ligue.

## Équipes participantes
| \| Aix Douai Marseille Sète Noisy-le-sec Montpellier Strasbourg Lille Nice \| Localisation des clubs engagés dans le championnat. |
| Aix Douai Marseille Sète Noisy-le-sec Montpellier Strasbourg Lille Nice                                                           |

| Club                                                | Classement 2014-2015 (après finales) | Entraîneurs         | Piscine                          | Capacité (spectateurs) |
| --------------------------------------------------- | ------------------------------------ | ------------------- | -------------------------------- | ---------------------- |
| Pays d’Aix Natation (P.A.N.)                        | 5                                    | Alexandre Donsimoni | Piscine Yves Blanc               |                        |
| Francs Nageurs Cheminots Douai (F.N.C.)             | 6                                    | Yann Clay           | Piscine de l'Orient (Tournai)    |                        |
| Cercle Nageurs Marseille (C.N.M.)                   | 1                                    | Olivier Chandieu    | Piscine Pierre-Garsau            |                        |
| Montpellier Water-Polo (M.W.P.)                     | 2                                    | Fabien Vasseur      | Piscine olympique d'Antigone     | 2000                   |
| Olympic Nice Natation (O.N.N.)                      | 3                                    | Samuel Nardon       | Piscine Jean-Bouin               |                        |
| CN Noisy-le-Sec (C.N.N.)                            | 9                                    | Pavol Neuhaus       | Piscine Édouard-Herriot          |                        |
| Sète Natation Entente Dauphins Dockers (S.N.E.D.D.) | 8                                    | Yannick Bonniou     | Centre balnéaire Raoul-Fonquerne |                        |
| Team Strasbourg (T.S.)                              | 4                                    | Sébastien Bérenguel | Piscine de la Kibitzenau         |                        |
| Enfants de Neptune Lille-Métropole (E.N.L.M.)       | 7                                    | Ladislau Balavov    | Pisine Marx Dormoy               |                        |

## Classement Pro A 2015-2016
Le classement est calculé avec le barème de points suivant :
- la victoire vaut trois points,
- le match nul vaut un point,
- la défaite vaut zéro points.

Au terme de la phase régulière, les équipes à égalité sont départagées d'après le score cumulé de leurs deux matches. Si nécessaire, les scores cumulés puis le nombre de buts inscrits face à chacune des autres équipes, selon leur classement, seront utilisés, voire une séance de tirs au but dans les cas ultimes.
À la mi-saison, les sept équipes les mieux classées se qualifient pour la Coupe de la Ligue. Le club hôte de la compétition est qualifié automatiquement. Si le club hôte est classé dans les sept premiers à l'issue de la phase aller, le huitième sera également qualifié.
| Rang | Équipe                             | Pts | J | G | N | P | Bp | Bc | Diff |
| ---- | ---------------------------------- | --- | - | - | - | - | -- | -- | ---- |
| 1    | Montpellier WP VC                  | 9   | 3 | 3 | 0 | 0 | 43 | 20 | +23  |
| 2    | Sète Natation E.D.D.               | 9   | 5 | 3 | 0 | 1 | 70 | 53 | +17  |
| 3    | C.N. Marseille                     | 9   | 3 | 3 | 0 | 0 | 40 | 26 | +14  |
| 4    | Team Strasbourg                    | 7   | 4 | 2 | 1 | 1 | 52 | 38 | +14  |
| 5    | Olympic Nice Natation              | 7   | 5 | 2 | 1 | 2 | 49 | 48 | +1   |
| 6    | Pays d'Aix Natation                | 6   | 4 | 2 | 0 | 2 | 44 | 49 | -5   |
| 7    | C.N. Noisy-le-Sec                  | 3   | 4 | 1 | 0 | 3 | 34 | 47 | -13  |
| 8    | F.N.C. Douai                       | 3   | 5 | 1 | 0 | 4 | 40 | 77 | -37  |
| 9    | Enfants de Neptune Lille-Métropole | 0   | 3 | 0 | 0 | 3 | 32 | 45 | -13  |

 : tenant du titre 2015 ; VC : Vice-champion 2015 ; CL : Vainqueur de la Coupe de la Ligue 2016 .
Légende
- Place de qualification pour les play-offs.

### Matchs
| Résultats (dom.\ext.)                                      | PAN  | F.N.C. Douai | ENLM  | CNM  | MWP   | ONN   | CNN  | SN    | TS    |
| Pays d'Aix Natation                                        |      | J15          | 13-6  | J18  | 10-12 | 12-11 | J16  | 13-12 | J11   |
| F.N.C. Douai                                               | J8   |              | 13-11 | 9-17 | J12   | 8-10  | J13  | J16   | J10   |
| E.N. Lille-Métropole                                       | J17  | J14          |       | J12  | J9    | 12-13 | J8   | 9-19  | 10-16 |
| C.N. Marseille                                             | 11-6 | J11          | J13   |      | 9-8   | J13   | J10  | J8    | J16   |
| Montpellier WP                                             | J13  | 20-4         | J16   | J17  |       | J8    | 7-7  | J11   | J2    |
| Olympic Nice Natation                                      | J10  | J17          | J11   | 9-10 | J15   |       | 9-7  | 12-5  | 7-7   |
| C.N. Noisy-le-Sec                                          | J9   | 11-7         | J15   | 8-13 | J18   | J14   |      | 8-18  | J17   |
| Sète Natation E.D.D.                                       | J14  | J9           | J1    | J15  | 6-11  | J18   | J12  |       | 15-12 |
| Team Strasbourg                                            | 15-9 | 18-7         | J18   | J9   | J14   | J12   | 13-7 | J13   |       |
| - Victoire à domicile - Match nul - Victoire à l'extérieur |      |              |       |      |       |       |      |       |       |

### Leader (journée par journée)
Mise à jour=24 novembre 2015

### Évolution du classement
Mise à jour=24 novembre 2015
| Journées →            | 1                   | 2  | 3   | 4  | 5  | 6  | 7  | 8 | 9 | 10 | 11 | 12 | 13 | 14 | 15 | 16 | 17 | 18 | En tête | Play-offs |  |   |   |
| --------------------- | ------------------- | -- | --- | -- | -- | -- | -- | - | - | -- | -- | -- | -- | -- | -- | -- | -- | -- | ------- | --------- |  | - | - |
| Journées →            | Pays d'Aix Natation | 4  | 1   | 2* | 4  | 6  | 6  | 5 |   |    |    |    |    |    |    |    |    |    | En tête | Play-offs |  | 1 | 4 |
| F.N.C. Douai          | 8                   | 6  | 7   | 8  | 8  | 7  | 8* |   |   |    |    |    |    |    |    |    |    |    | -       | -         |  |   |   |
| E.N. Lille-Métropole  | 7                   | 8  | 8** | 9* | 9  | 9  | 9  |   |   |    |    |    |    |    |    |    |    |    | -       | -         |  |   |   |
| C.N. Marseille        | 3                   | 4* | 5** | 3  | 3  | 1  | 1  |   |   |    |    |    |    |    |    |    |    |    | -       | 4         |  |   |   |
| Montpellier WP        | 9*                  | 9* | 3   | 2  | 1  | 4  | 4  |   |   |    |    |    |    |    |    |    |    |    | 1       | 3         |  |   |   |
| Olympic Nice Natation | 5                   | 5  | 6** | 6  | 5  | 3  | 3  |   |   |    |    |    |    |    |    |    |    |    | -       | -         |  |   |   |
| C.N. Noisy-le-Sec     | 6                   | 7  | 9   | 7  | 7* | 8  | 7  |   |   |    |    |    |    |    |    |    |    |    | -       | -         |  |   |   |
| Sète Natation E.D.D.  | 2                   | 3  | 1   | 1  | 2  | 5* | 6  |   |   |    |    |    |    |    |    |    |    |    | 2       | 5         |  |   |   |
| Team Strasbourg       | 1                   | 2* | 4** | 5  | 4  | 2  | 2  |   |   |    |    |    |    |    |    |    |    |    | 1       | 4         |  |   |   |

- * : équipe qui n'a pas joué lors de cette journée
- ** : équipe ou adversaire jouant en Coupe d'Europe (Ligue des Champions ou LEN Euro Cup)

## Phase Finale 2015-2016

### Demi-finales 2015-2016
Les demi-finales se jouent en deux matchs.
La 1re demi-finale oppose l'équipe terminant 1re à l'équipe terminant 4e, au terme de la phase régulière.
La 2e demi-finale oppose l'équipe terminant 2e à l'équipe terminant 3e, au terme de la phase régulière.
Le match aller se joue chez l’équipe la moins bien classée lors de la saison régulière (4e - 1re, 3e - 2e), le match retour chez l’équipe la mieux classée (1re - 4e, 2e - 3e).

### Match de classement 2015-2016 -3eplace
Le match de classement pour la 3e place se joue en deux matchs, opposant les vaincus des 2 demi-finales.
Le match aller se joue chez l’équipe vaincue de la 1re demi-finale (équipe 1re, ou équipe 4e).
Le match retour se joue chez l’équipe vaincue de la 2e demi-finale (équipe 2e, ou équipe 3e)

### Finale 2015-2016
La finale se joue en deux matchs, opposant les vainqueurs des 2 demi-finales.
Le match aller se joue chez l’équipe vainqueur de la 1re demi-finale (équipe 1re, ou équipe 4e).
Le match retour se joue chez l’équipe vainqueur de la 2e demi-finale (équipe 2e, ou équipe 3e)
|  | Demi-finales      | Demi-finales | Demi-finales |                    |    | Finale      | Finale | Finale |  |
|  |                   |              |              |                    |    |             |        |        |  |
|  | 8 et 11 juin 2016 |              |              |                    |    |             |        |        |  |
|  |                   |              |              |                    |    |             |        |        |  |
|  | [1] Marseille     | 16           | 5            |                    |    |             |        |        |  |
|  | [1] Marseille     | 16           | 5            | 15 et 18 juin 2016 |    |             |        |        |  |
|  | [4] Montpellier   | 7            | 12           |                    |    |             |        |        |  |
|  | [4] Montpellier   | 7            | 12           | Marseille          | 10 | 12          |        |        |  |
|  |                   |              |              |                    | 10 | 12          |        |        |  |
|  |                   | Nice         | 10           | 9                  |    |             |        |        |  |
|  | [2] Strasbourg    | Nice         | 10           | 9                  | 10 | 9           |        |        |  |
|  | [2] Strasbourg    |              |              |                    | 10 | 9           |        |        |  |
|  | [3] Nice          | 11           | 9            |                    |    |             |        |        |  |
|  | [3] Nice          | 11           | 9            |                    |    |             |        |        |  |
|  |                   |              |              |                    |    | 3e Place    |        |        |  |
|  |                   |              |              |                    |    |             |        |        |  |
|  |                   |              |              |                    |    | Montpellier | 9      | 7      |  |
|  |                   |              |              |                    |    | Strasbourg  | 8      | 11     |  |

- * : Équipe qui reçoit

## Classements des buteurs
Mise à jour=24 novembre 2015
| Rang | Buteur              | Club                              | Buts |
| ---- | ------------------- | --------------------------------- | ---- |
| 1    | Gerard REIXACH BOIX | Dauphins FC Sète                  | 21   |
| 2    | Jure NASTRAN        | Olympic Nice Natation             | 20   |
| 3    | David BABIC         | Société de natation de Strasbourg | 19   |
| 4    |                     |                                   |      |
| 5    |                     |                                   |      |
| 6    |                     |                                   |      |
| 7    |                     |                                   |      |
| 8    |                     |                                   |      |
| 9    |                     |                                   |      |
| 10   |                     |                                   |      |

| Source : Classement officiel des buteurs |